# Évelyne Voldeng
Évelyne Voldeng, née le 5 juin 1943 en Bretagne et morte le 1er juillet 2002, est une romancière et poétesse française.

## Biographie
Évelyne Voldeng naît le 5 juin 1943 à Saint-Guénolé Penmarc'h dans la région française de Bretagne. En 1962, elle obtient un diplôme en études littéraires de l’Université d’Aix-en-Provence, puis complète une maîtrise en lettres anglaises à la même université en 1966, ainsi qu’un doctorat de 3e cycle en français en 1976 avec sa thèse intitulée L'aspect de la religion dans l'œuvre de Tristan Corbière. En 1988, elle obtient un doctorat d'État à l'Université Paris III avec sa thèse intitulée La poésie féminine contemporaine au Canada (1940-1980): lectures de l'imaginaire.
Évelyne Voldeng s'établit à Ottawa en 1968. La même année, elle est embauchée comme professeure au Collège Saint-Patrick avant d'être nommé professeure adjointe au département de français de l'Université Carleton en 1978, puis professeur agrégée en 1981 et enfin professeure titulaire en 1998, poste qu'elle occupe jusqu'à son décès. Ses principaux travaux portent sur la poésie de Tristan Corbière ainsi que sur les écritures féminines contemporaines au Canada, auxquelles elle a consacré sa thèse de doctorat. 
Tout au long de sa carrière universitaire, elle écrit de nombreux romans (historiques et policiers) et recueils de poésie. Plusieurs de ses poèmes et haïkus ont été publiés dans des anthologies et des revues littéraires. L'un de thèmes de prédilection d'Évelyne Voldeng est la nature et plus particulièrement la flore. 
Parallèlement à l'enseignement et la publication, elle effectue aussi des présentations et récitals lors de rencontres de sociétés savantes comme la World Congress of Poets en plus de collaborer à de nombreux ouvrages de référence et périodiques dont: le Dictionnaire des œuvres littéraires du Québec, le Dictionary of Literary Biography, le Dictionnaire des écrits de l'Ontario français, The Encyclopaedia of Canadian Literature, la Revue de l'Université d'Ottawa, les Cahiers de Bretagne occidentale, le Journal of Canadian Fiction, Canadian Literature, Présence francophone, et Francophonies d'Amérique. 
Évelyne Voldeng disparaît subitement et accidentellement le 1er juillet 2002 lors d'une baignade dans la rivière aux Outardes, dans la région de la Côte-Nord. 

## Œuvres

### Poésie
- Un cri végétal, Éditions Rougerie (2002)
- Brocéliande à cœur de neige suivi de Mon herbier sauvage, Éditions David (2002)
- Haïkus de mes cinq saisons, Éditions David (2001)
- À l’ombre des flamboyants, La Bartavelle éditeur (1998)
- La cosse blanche du temps, Éditions Rougerie (1992)
- Mes Amérindes, Éditions Louis Riel (1987)
- Les étoiles d’eau, Éditions Rougerie (1987)
- La rose épervière, Éditions Rougerie (1983)
- Les plaquebières, Éditions Rougerie (1980)

### Romans et récits
- Le violeur à la fleur d’artichaut, Éditions l’Interligne (2002)
- Les crocodiles dans les champs de soya, Éditions L’Interligne (2000)
- Moi Ève Sophie Marie, Éditions Le Nordir (1999)
- Madeleine de Roybon d’Alonne, La Dame de Katarakoui, Éditions L’Interligne (1998)
- Mon Père à L’Edelweiss, Éditions Louis Riel (1987)
- Keranna, Éditions Louis Riel (1985)

### Publications scientifiques
- Nature in Keats's Poetry (1967)
- Femmes plurielles (1980)
- Les mémoires de Ti-Jean: espace intercontinental du héros des contes franco-ontariens (1994)
- Madeleine de Roybon d'Alonne: la dame de Katarakoui (1998)
- Lectures de l'imaginaire: huit femmes poètes des deux cultures canadiennes, 1940-1980 (2000)